# Roman Dyboski

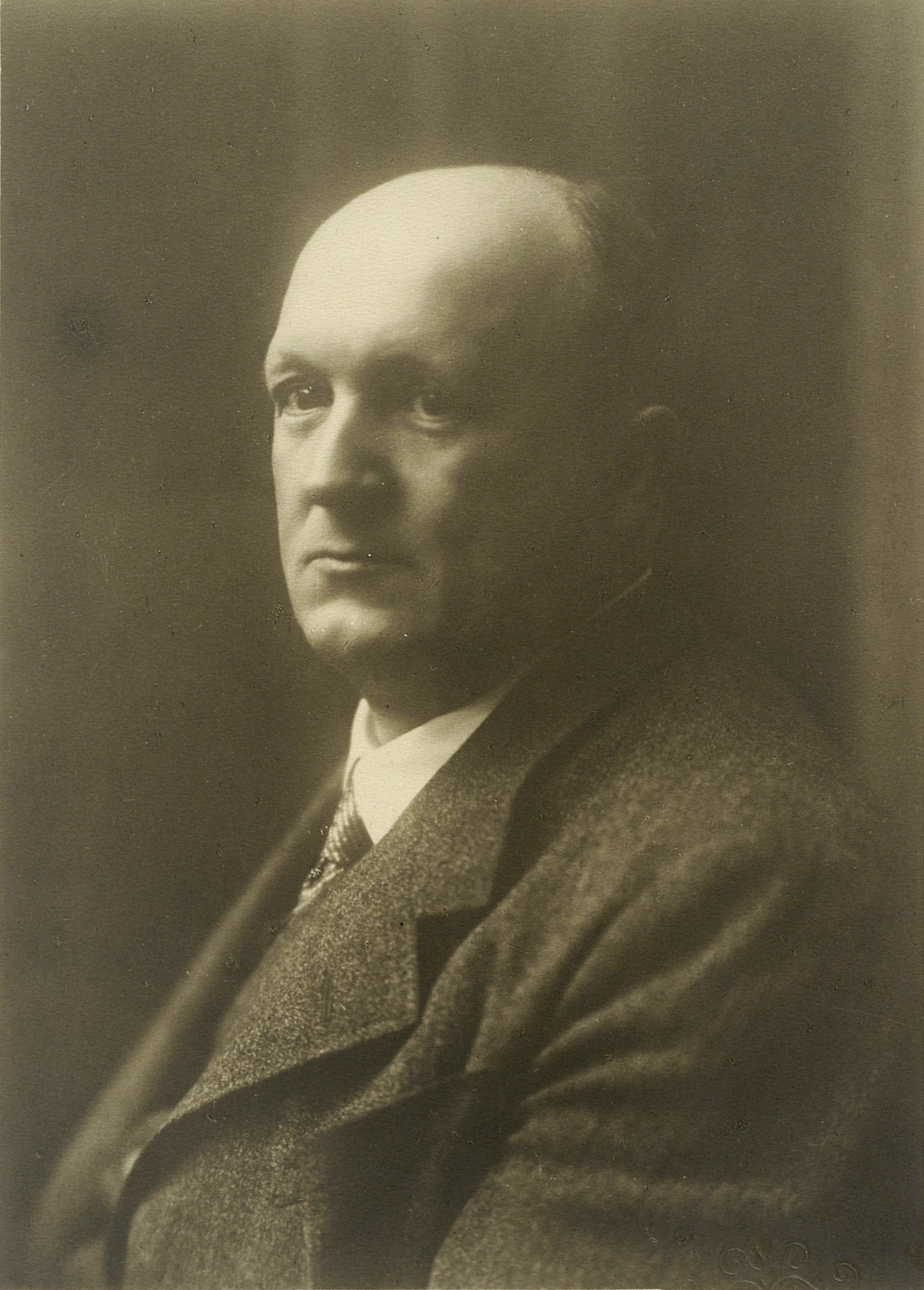
Roman Dyboski vers 1925

Roman Dyboski est un philologue et chercheur en littérature polonais né le 19 novembre 1883 à Cieszyn et mort le 1er juin 1945 à Cracovie.
Il est professeur à l'université Jagellonne à partir de 1911 et membre de l'Académie polonaise des arts et sciences.

## Publications
- William Shakespeare . Krakowska Spółka Wydawnicza, 1927.
- O Anglji i Anglikach . Wyd. F. Hoesick, Warszawa, 1929.
- Knighthode and Bataile: A XVth Century Verse Paraphrase of Flavius Vegetius Renatus Treatise 'De Re Militari, Oxford ( EETS ), 1935.
- Między literaturą a życiem . 1936.
- Wielcy pisarze amerykańscy . Wyd. PAX, 1958.